# آندرومده
آندرومده (به یونانی: Ανδρομέδη)، در اسطوره‌های یونان، دختر سفیوس و کاسیوپیا، پادشاه و ملکه اتیوپیا قلمرو شمالی آفریقا است.
مادرش ادعا کرد که او زیباتر از پریان دریایی نرئید، فرزندان نرئوس است، نرئیدها به پوزئیدون شکایت کردند. پوزئیدون چون حس کینه‌توزی و انتقام‌جویی‌اش تحریک شده بود، با درخواست آن‌ها موافقت کرد و کتوس، هیولای وحشتناک دریا را احضار نمود. کتوس به شکل یک وال عظیم‌الجثه فوراً مأموریتش را آغاز کرد و ویرانی بسیاری به بار آورد. مردم وحشتزده جمع شدند و از پادشاهشان خواستند آن‌ها را نجات دهد. شاه بناچار از غیبگوی آپولون چاره جویی کرد و وی به شاه و ملکه گفت که این بلا از شما و مردمتان دور نخواهد شد، مگر اینکه دختر زیبایتان آندرومدا را قربانی هیولای دریایی کنید. در نتیجه آندرومده را برهنه و در برابر هیولا به صخره‌ای زنجیر کردند. پرسئوس او را نجات داد و با وی ازدواج کرد.
خاندان و فرزندان پرسئوس و آندرومده را در اساطیر یونانی، پرسئید (Perseidae) می‌نامند. به روایتی، پرسئوس و دانائه هفت پسر و یک دختر و بنا به یک روایت دیگر هفت پسر و دو دختر داشته‌اند. این خانواده بر طبق حکایات اساطیری در شهر تیرینس یونان حکومت کرده‌اند. نخستین فرمانروا و سرسلسلهٔ آنها یکی از پسران پرسئوس و آندرومدا به نام پرسس بوده‌است.

### کتابشناسی
- دورانت، ویل (۱۳۷۸)، تاریخ تمدن، یونان باستان، ج. دوم، ترجمهٔ امیرحسین آریان‌پور و دیگران، سرویراستار، محمود مصاحب، تهران: شرکت انتشارات علمی و فرهنگی، شابک ۹۶۴-۴۴۵-۰۰۱-۹